# Основной инстинкт 2
«Основной инстинкт 2» (англ. Basic Instinct 2, также Основной инстинкт 2: Жажда риска) — эротический триллер, сиквел фильма 1992 года «Основной инстинкт». Режиссером фильма выступил Майкл Кейтон-Джонс, а продюсерами выступили Марио Кассар, Джоэл Б. Майклс и Эндрю Вайна. Сценарий написали Леора Бэриш и Генри Бин. В главных ролях Шэрон Стоун, которая вернулась к роли автора криминальных детективов Кэтрин Трамелл (из оригинального «Основного инстинкта»), и Дэвид Моррисси. Этот фильм является международным совместным производством немецких, британских, американских и испанских продюсерских компаний.
В фильме рассказывается о писательнице и предполагаемой серийной убийце Кэтрин Трамелл, у которой снова проблемы с властями, но на этот раз в Лондоне. Теперь Скотланд-Ярд назначает психиатра доктора Майкла Гласса для последующего лечения женщины. Как и в случае с детективом полиции Сан-Франциско Ником Карраном в первом фильме, доктор Гласс становится жертвой психологических манипуляций Трамелл.
Фильм снимался в апреле-августе 2005 года и вышел на экраны 31 марта 2006 года. В отличие от первой части, «Основной инстинкт 2» потерпел критический провал и не окупил бюджет в $ 70 млн, собрав в прокате по всему миру около $ 38 млн; особенно заметной была неудача в США, где фильм был снят с проката после 17 дней.
Второй фильм был выдвинут на антипремию «Золотая малина» в семи номинациях и «победил» в четырёх из них: «худший фильм», «худшая женская роль» (Стоун), «худший сиквел» и «худший сценарий». Кроме того, груди Шэрон Стоун были номинированы в категории «худший актёрский дуэт».

## Сюжет
В начале фильма американская писательница Кэтрин Трамелл мчится в машине Spyker C8 по Лондону со своим молодым любовником, известным британским футболистом Кевином Фрэнксом. Но случается авария, и машина падает в реку. Кэтрин выбирается из машины, а Фрэнкс тонет.
Суд назначает Кэтрин обязательные курсы психотерапии, которые проводит доктор Майкл Гласс.
Кэтрин начинает сеансы терапии с доктором Майклом Глассом, который провёл психиатрическую экспертизу по решению суда и дал показания по её делу. Майкл подозревает, что Кэтрин — нарцисс, неспособный отличить добро от зла. Кэтрин начинает играть в интеллектуальные игры с Майклом, который становится всё более разочарованным и заинтригованным ею. Между тем, парень бывшей жены Майкла — журналист, который писал о нём критику, был найден задушенным. Всё больше убийств начинают происходить вокруг Майкла, включая его собственную бывшую жену, по мере того, как его одержимость Кэтрин растёт. Когда его карьера и жизнь находятся под угрозой, он начинает подозревать, что Кэтрин действительно совершает убийства и пытается подставить его. Майкл всё больше не может отличить правильное от неправильного, и лондонская полиция начинает подозревать его. Он сталкивается с Кэтрин в её квартире, где она начинает флиртовать и соблазнять его. Майкл не может сопротивляться, и они занимаются страстным сексом.
Кэтрин дает Майклу копию черновика её следующего романа под названием «Аналитик». Прочитав его, он понимает, что в книге описано большинство недавних событий с ним и Кэтрин в главных ролях. Персонаж, основанный на коллеге Майкла, докторе Милене Гардош, изображён в качестве следующей жертвы убийства в романе.
Майкл бежит в квартиру Милены, чтобы предупредить её, но обнаруживает, что Кэтрин уже там. Милена сообщает ему, что он больше не отвечает за терапию Кэтрин и что его лицензия будет аннулирована. Майкл и Милена борются, и она теряет сознание. Кэтрин угрожает Майклу пистолетом, но он отбирает его. Когда детектив Рой Уошбёрн прибывает на место происшествия, Кэтрин манипулирует Майклом, чтобы тот выстрелил в него.
Фильм заканчивается сценой в психиатрической больнице, в которую помещён Майкл, очевидно сошедший с ума. Кэтрин сообщает ему, что герой её новой книги — психолог, явно списанный с Майкла.

## В ролях
| Актёр             | Роль           |
| ----------------- | -------------- |
| Шэрон Стоун       | Кэтрин Трамелл |
| Дэвид Моррисси    | Майкл Гласс    |
| Шарлотта Рэмплинг | Милена Гардош  |
| Дэвид Тьюлис      | Рой Уошбёрн    |
| Хью Денси         | Адам Тауэрс    |
| Индира Варма      | Денис Гласс    |
| Энн Кэйлон        | Лэйни Уорд     |
| Йэн Робертсон     | Питер Ристедес |
| Стэн Коллимор     | Кевин Фрэнкс   |
| Ката Добо         | Магда          |
| Флора Монтгомери  | Мишель Бродвин |
| Йан Чапелл        | Анжела         |

## Факты о фильме
- Пол Верховен был приглашён на съёмки в качестве режиссёра, но он отказался:

Моим условием было наличие в картине второй звезды — в паре с Шэрон Стоун. Продюсеры же сочли, что одной Шэрон будет достаточно. Я счел это полным бредом, потому что знал по опыту, как много сделал для «Основного инстинкта» Майкл Дуглас. Быть может, публика этого и не заметила, потому что Шэрон блистала в этой картине, была её настоящим открытием. Все так и было, но произошло это именно благодаря Майклу, его силе, харизме, его щедрости. Между ними был противовес. Шэрон сыграла отлично, потому что очень уважала Дугласа. Даже, пожалуй, боялась его. Ведь он был большой звездой. Я сразу понял, что рядом с ней в кадре должен быть тот, кого она уважает. Если она не уважает партнера — ничего не получится. Продюсер сиквела сказал: «Нет-нет, Шэрон будет сиять одна!» «Замечательно, — ответил я, — так и делайте, но без меня». Я отказался от этой картины, потому что знал, что ничего не получится. Так и вышло.

## Восприятие
На сайте-агрегаторе обзоров Rotten Tomatoes 6% из 154 рецензий критиков являются положительными, со средней оценкой 3,3/10. По мнению веб-сайта, «Основной инстинкт 2», не способный сравниться по интриге со своим предшественником, может похвастаться настолько нелепым и предсказуемым сюжетом, что он граничит с оценкой «настолько плохо, что хорошо». Metacritic, использующий средневзвешенное значение, присвоил фильму оценку 26 из 100 на основе 33 критиков, что указывает на «в целом неблагоприятные» отзывы.

## Отмена продолжения
Планы по созданию третьего фильма были отменены из-за плохих кассовых сборов, но в апреле 2006 года Стоун заявила, что будет заинтересована в постановке потенциальной третьей части.